# درة قندولي (كوشك)
درة قندولي (بالفارسية: دره گندلی) هي منطقة سكنية تقع في إيران في قسم كوشك الريفي. يقدر عدد سكانها بـ 0 نسمة بحسب إحصاء 2016.